# 한다시
한다시(일본어: 半田市)는 일본 아이치현에 있는 시이다. 오와리·지타 지방에 속한다.
예로부터 지타반도의 정치·경제 중심지이며 항만 도시로 발달한 도시이다. 태평양 전쟁 전인 1937년에 3정 합병으로 지타반도에서 최초로 시가 되었다. 이후 있었던 합병 붐에서도 합병을 하지 않은 채 지금에 이르고 있다.
양조업이 번성하였고 태평양 전쟁 이후 자동차 관련 산업 등 제조업도 진출하였다. 일본에서 처음으로 비핵 자치체 선언을 제창한 시이기도 하다. 아기 여우 곤 등으로 알려진 동화 작가 니미 난키치의 출신지이기도 해 시내에는 니미 난키치 기념관이 있고 기념관 주변에는 동화와 관련된 꽃밭 등이 펼쳐져 있다.

## 인접하는 자치체
- 도코나메시
- 헤키난시
- 다카하마시
- 지타군 다케토요정, 아구이정, 히가시우라정

## 역사
에도 시대에 한다시는 오와리번, 이누야마번 및 절과 신사의 영지였다. 시가 되기 전에는 지타군에 속했다.
- 1889년 10월 1일 - 한다촌, 가메자키촌이 각각 정으로 승격해 한다정, 가메자키정이 되었다.
- 1890년 12월 17일 - 나라와촌이 정으로 승격해 나라와정이 되었다.
- 1937년 10월 1일 - 한다정, 나라와정, 가메자키정이 합병해 현내에서 6번째로 시가 되어 한다시가 성립하였다.
- 1993년 3월 5일 - 비핵·평화 도시 선언을 하였다.

## 교통

### 철도
- 도카이 여객철도 다케토요선
- 나고야 철도 고와선
- 기누우라 임해철도 한다선

### 도로
- 국도 제247호선
- 국도 제366호선

## 인구
| 연도 | 인구    | ±%     |
| ---- | ------- | ------ |
| 1940 | 49,153  | —      |
| 1950 | 62,860  | +27.9% |
| 1960 | 71,370  | +13.5% |
| 1970 | 80,663  | +13.0% |
| 1980 | 89,328  | +10.7% |
| 1990 | 99,550  | +11.4% |
| 2000 | 110,837 | +11.3% |
| 2010 | 118,829 | +7.2%  |

## 출신 인물
- 마키하라 히로미: 일본프로야구 선수
- 야마시타 노부히로: 영화 감독
- 아카호리 사토루: 작가
- 이시카와 다카야: 일본프로야구 선수